# Петельская, Эва
Э́ва Пете́льская (пол. Ewa Petelska, урождённая Э́ва Поле́ская (пол. Ewa Poleska, в первом браке Э́ва Глова́цкая (пол. Ewa Głowacka; 24 декабря 1920, Пыздры, Польша — 20 августа 2013, Варшава, Польша) — польская кинорежиссёр и сценаристка. Жена Чеслава Петельского. Мать Януша Петельского.

## Биография
Первоначально окончила художественный институт. В 1952 году окончила режиссёрский факультет Высшей школы театра и кино в Лодзи. В кино дебютировала в 1953 году («Три повести»). С 1956 года снимала картины вместе с мужем, за исключением фильма «База мёртвых», снятого им одним. Сценаристка и соавтор сценариев всех своих фильмов.

## Фильмография

### Режиссёр
- 1953 — Цена бетона / Cena betonu
- 1953 — Три повести / Trzy opowieści (новелла «Дело о лошади»; пол. Sprawa konia)
- 1955 — Три старта / Trzy starty (новелла о пловцах)
- 1956 — Затонувшие корабли / Wraki
- 1959 — Каменное небо / Kamienne niebo
- 1961 — Сержант Калень / Ogniomistrz Kaleń
- 1962 — Чёрные крылья / Czarne skrzydła
- 1963 — Загонщик / Naganiacz
- 1964 — Деревянные чётки / Drewniany różaniec
- 1965 — День первый, день последний / Dzien pierwszy, dzien ostatni
- 1965 — Доченька / Córeczka (ТВ)
- 1965 — Ботинки / Buty (ТВ)
- 1965 — Тележка / Wózek (ТВ)
- 1966 — Дон Габриэль / Don Gabriel
- 1967 — Пытка надежды / Tortura nadziei
- 1967 — Привет, капитан / Cześć kapitanie (ТВ)
- 1967 — Мир ужаса / Świat grozy
- 1968 — Вопрос совести / Kwestia sumienia
- 1968 — Кентервильское привидение / Duch z Canterville (ТВ)
- 1969 — Вопрос совести / Kwestia sumienia (ТВ, к/м)
- 1969 — Истязание надежды / Tortura nadziei (ТВ, к/м)
- 1969 — Красная рябина / Jarzębina czerwona
- 1972 — Коперник / Kopernik (ТВ, Польша—ГДР; киновариант — 1973)
- 1975 — Казимир Великий / Kazimierz Wielki
- 1978 — Обратный билет / Bilet powrotny
- 1979 — По собственному желанию / Na własną prośbę (ТВ)
- 1980 — День рождения молодого варшавянина / Urodziny młodego warszawiaka (в советском прокате — «Записки молодого варшавянина»)
- 1981 — Болдын / Bołdyn
- 1983 — Каменные скрижали / Kamienne tablice
- 1984 — Кто этот человек? / Kim jest ten człowiek
- 1989 — Горькая любовь / Gorzka milosc

### Сценарист
- 1953 — Три повести / Trzy opowieści
- 1955 — Три старта / Trzy starty
- 1956 — Затонувшие корабли / Wraki
- 1959 — Каменное небо / Kamienne niebo
- 1961 — Сержант Калень / Ogniomistrz Kaleń
- 1962 — Чёрные крылья / Czarne skrzydła
- 1967 — Привет, капитан / Cześć kapitanie (ТВ)
- 1968 — Вопрос совести / Kwestia sumienia
- 1969 — Истязание надежды / Tortura nadziei (ТВ, к/м)
- 1969 — Красная рябина / Jarzębina czerwona
- 1975 — Казимир Великий / Kazimierz Wielki
- 1979 — По собственному желанию / Na własną prośbę (ТВ)
- 1980 — Утренние звёзды / Gwiazdy poranne (реж. Х. Бельский)
- 1981 — Болдын / Bołdyn
- 1983 — Каменные скрижали / Kamienne tablice
- 1989 — Горькая любовь / Gorzka milosc

## Награды
- 1962 — Государственная премия ПНР
- 1963 — номинация на Главный приз Третьего Московского международного кинофестиваля («Чёрные крылья»)
- 1964 — премия кинофестиваля в Локарно («Загонщик»)
- 1973 — Серебряный приз VIII Московского международного кинофестиваля («Коперник»)
- 1973 — номинация на Золотой приз VIII Московского международного кинофестиваля («Коперник»)
- 1973 — Государственная премия ПНР
- 1979 — Государственная премия ПНР